# Сун Цінлін
Сун Цінлін (спрощ.: 宋庆龄; кит. трад.: 宋慶齡; піньїнь: Sòng Qìnglíng; 27 січня 1893 — 29 травня 1981) — китайська політична й державна діячка, голова Китайської Народної Республіки від 1975 до 1978 року. Заступниця голови КНР (1959—1975), голова Постійного комітету Всекитайських зборів народних представників, голова Центрального народного уряду КНР.
Одна з трьох сестер Сун, які відіграли значну роль в історії Китаю XX століття.

## Життєпис
Народилась у родині китайсько-американського бізнесмена й методистського проповідника Чарлі Суна. Навчалась у школі для дівчат, створеній американськими місіонерами-методистами (McTyeire School for Girls). Продовжила освіту у США в жіночому коледжі Wesleyan College, також пов'язаному з методистською церквою.
Після повернення до Китаю 1913 року працювала секретаркою у Сунь Ятсена. 1915 року, всупереч волі батьків, одружилася з ним, хоч він і був на 27 років старшим. Весілля зіграли в Японії, де жив в еміграції Сунь Ятсен. У шлюбі була впродовж 10 років. Підтримувала політику союзу між Гомінданом і Компартією.
1926 року на II Всекитайському з'їзді Гоміндану була обрана до ЦК і начальницею сектору з роботи серед жінок. Після розколу між Гомінданом і КПК 1927 року виїхала до СРСР. 1929 року була переобрана почесною головою Другої конференції Антиімперіалістичної ліги. 1931 року повернулась до Китаю. Деякий час займалась доброчинністю.
Виступала проти переслідування Чан Кайші. 1932 року заснувала Китайську лігу прав людини. Під час японсько-китайської війни 1939 року заснувала Лігу захисту Китаю.
1948 року обрана почесною головою Революційного комітету Гоміндану — малої партії, що утворилась в результаті лівого відколу від Гоміндану. Після перемоги комуністів у громадянській війні жила в КНР. 1951 року заснувала щомісячний журнал для іноземної аудиторії «Китай на будівництві» (в подальшому «Китай сьогодні»). Запросила працювати в журнал Ізраеля Епштейна, який згодом став його редактором.
У 1959—1975 роках була заступницею голови КНР. Від 1954 року очолювала (потім стала почесною головою) Товариство китайсько-радянської дружби, була почесною головою Всекитайської федерації жінок. Незадовго до смерті вступила до лав КПК.
16 травня 1981 року, за 13 днів до смерті, була обрана почесною головою КНР.